# Le Puy (Gironde)
Le Puy (okzitanisch Lo Puèi) ist eine französische Gemeinde mit 394 Einwohnern (Stand: 1. Januar 2022) im Département Gironde in der Region Nouvelle-Aquitaine. Sie gehört zum Arrondissement Langon und zum Kanton Le Réolais et Les Bastides. Die Einwohner werden Podiens genannt.

## Geographie
Le Puy liegt etwa 64 Kilometer ostsüdöstlich von Bordeaux. Der Dropt begrenzt die Gemeinde im Süden. Umgeben wird Le Puy von den Nachbargemeinden Saint-Ferme im Norden, Dieulivol im Osten und Nordosten, Monségur im Süden und Osten, Saint-Sulpice-de-Guilleragues im Süden und Südwesten sowie Coutures im Westen.

## Bevölkerungsentwicklung
| 1962                       | 1968 | 1975 | 1982 | 1990 | 1999 | 2006 | 2017 |
| -------------------------- | ---- | ---- | ---- | ---- | ---- | ---- | ---- |
| 372                        | 366  | 309  | 257  | 281  | 290  | 360  | 403  |
| Quellen: cassini und INSEE |      |      |      |      |      |      |      |

## Sehenswürdigkeiten

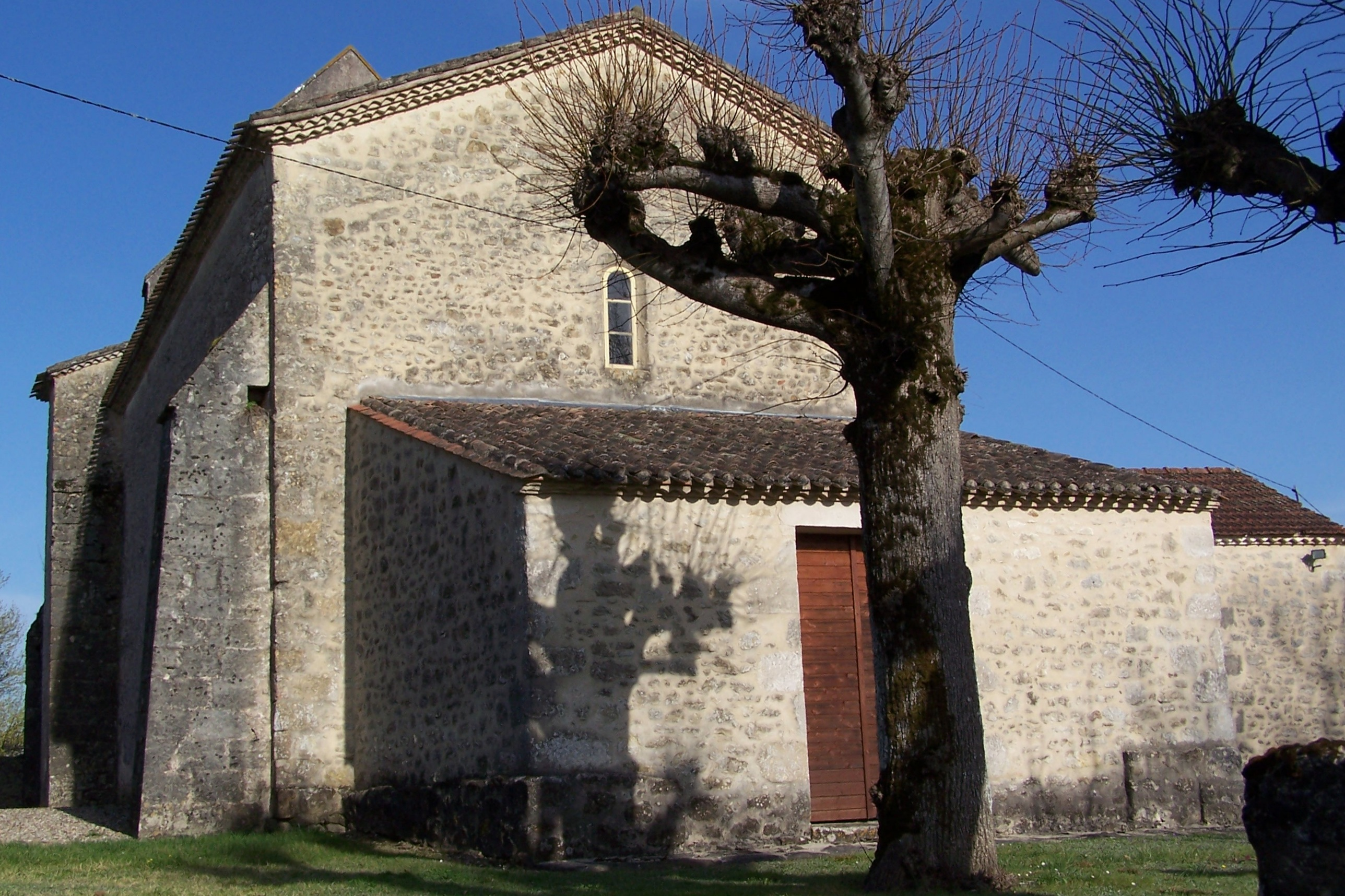
Kirche Sainte-Anne

- Kirche Sainte-Anne